# Nicholas Mirzoeff

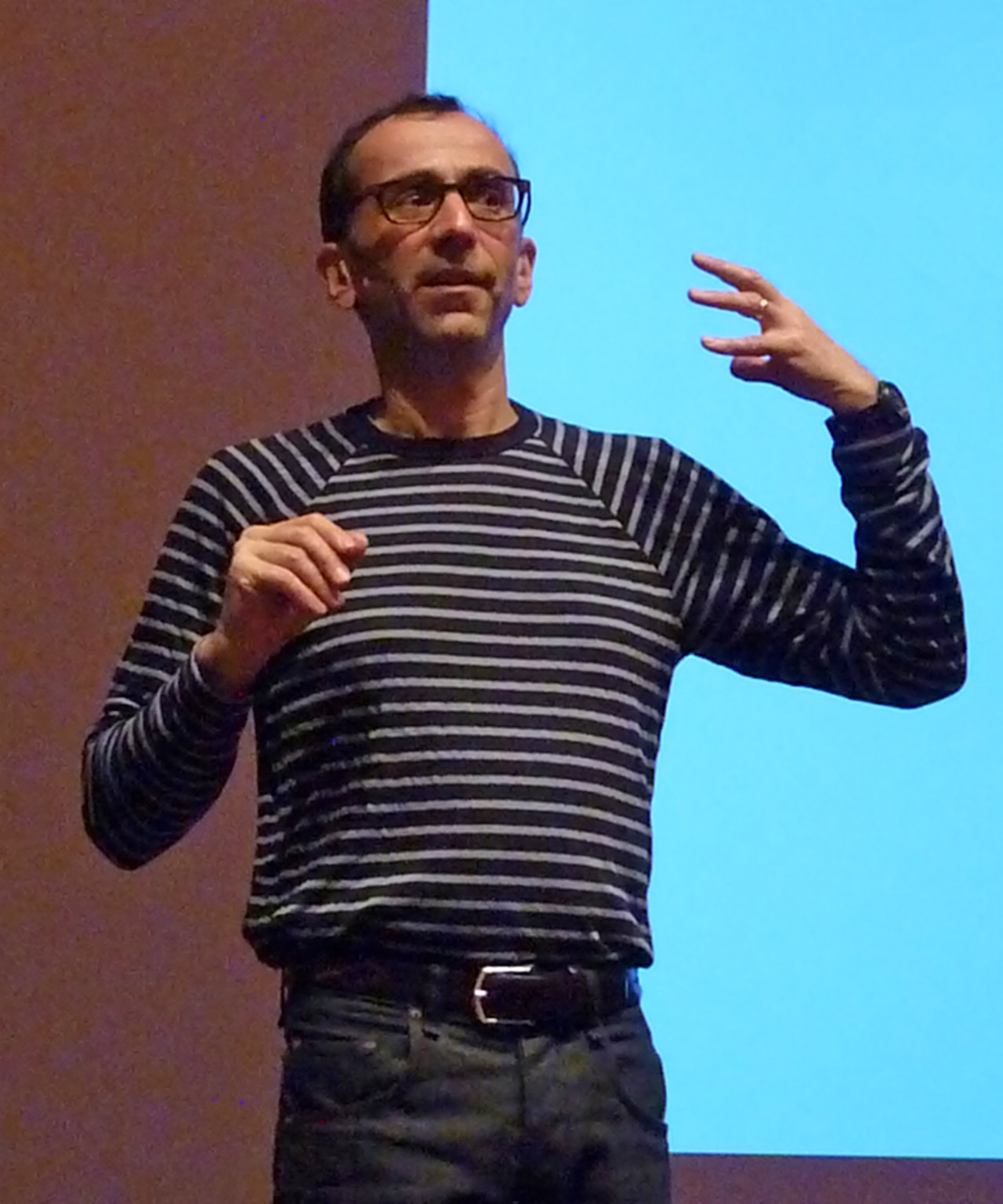
Nicholas Mirzoeff (2012)

Nicholas David Mirzoeff (geboren 1962) ist ein britisch-amerikanischer Kunsthistoriker und Wissenschaftler für visual culture.

## Leben
Nicholas Mirzoeff studierte Kunstgeschichte 1980 bis 1983 am Balliol College und 1983 bis 1986 an der University of Warwick, an der er 1990 mit der Dissertation Pictorial Form and Social Order in France 1638-1752: L'Académie Royale de Peinture et Sculpture promoviert wurde. Er lehrte in  Warwick, 1991 an der University of California, Irvine, von 1992 bis 1997 als Assistant Professor an der University of Texas at Austin  und 1997/98 als Professor an der University of Wisconsin–Madison. Danach war er bis 2004 als Professor für Kunst und Komparatistik an der Stony Brook University beschäftigt. Seither ist er Professor im „Department of Media, Culture, and Communication“ der Steinhardt School of Culture, Education, and Human Development an der New York University.
Mirzoeff war 2020 ein Erstunterzeichner eines offenen Briefes, der sich mit der Initiative GG 5.3 Weltoffenheit solidarisiert und die Entscheidung des Deutschen Bundestages, die BDS-Kampagne als antisemitisch einzustufen, als Einschränkung der Meinungsfreiheit kritisiert.

## Schriften (Auswahl)
- The Right to Look: A Counterhistory of Visuality. Duke University Press, 2011
- Seinfeld: A Critical Study of the Series. British Film Institute, 2007
- Watching Babylon: the War in Iraq and Global Visual Culture.  New York: Routledge, 2005
- (Hrsg.): Diaspora and Visual Culture: Representing Africans and Jews. New York: Routledge, 2001
- An Introduction to Visual Culture. New York: Routledge, 1999
- (Hrsg.): The Visual Culture Reader. New York: Routledge, 1998, 2002²
- Bodyscape: Art, Modernity and the Ideal Figure. New York: Routledge 1995
- Silent Poetry: deafness, sign and visual culture in modern France. Princeton : Princeton University Press, 1995